# Паскаль (единица измерения)
Паска́ль (русское обозначение: Па, международное: Pa) — единица измерения давления (механического напряжения) в Международной системе единиц (СИ).
Паскаль равен давлению, вызываемому силой, равной одному ньютону, равномерно распределённой по нормальной к ней поверхности площадью один квадратный метр: 1 Па = 1 Н/м2.
С основными единицами СИ паскаль связан следующим образом: 1 Па = 1 кг·м−1·с−2 (т. е. 1 кг/(м·с2) ).
В СИ паскаль также является единицей измерения механического напряжения, модулей упругости, модуля Юнга, объёмного модуля упругости, предела текучести, предела пропорциональности, сопротивления разрыву, сопротивления срезу, звукового давления, осмотического давления, летучести (фугитивности).
В соответствии с общими правилами СИ, касающимися производных единиц, названных по имени учёных, наименование единицы паскаль пишется со строчной буквы, а её обозначение — с заглавной. Такое написание обозначения сохраняется и в обозначениях других производных единиц, образованных с использованием паскаля. Например, обозначение единицы динамической вязкости записывается как Па·с.
Единица названа в честь французского физика и математика Блеза Паскаля. Впервые наименование было введено во Франции декретом о единицах в 1961 году.

## Сравнение с другими единицами измерения давления
|               | Паскаль (Pa, Па) | Бар (bar, бар) | Техническая атмосфера (at, ат) | Физическая атмосфера (atm, атм) | Миллиметр ртутного столба (мм рт. ст., mm Hg, Torr, торр) | Миллиметр водяного столба (мм вод. ст., mm H2O) | Фунт-сила на квадратный дюйм (psi) |
| 1 Па          | 1                | 10−5           | 1,01972⋅10−5                   | 9,8692⋅10−6                     | 7,5006⋅10−3                                               | 0,101972                                        | 1,4504⋅10−4                        |
| 1 бар         | 105              | 1              | 1,01972                        | 0,98692                         | 750,06                                                    | 10197,2                                         | 14,504                             |
| 1 ат          | 98066,5          | 0,980665       | 1                              | 0,96784                         | 735,56                                                    | 104                                             | 14,223                             |
| 1 атм         | 101325           | 1,01325        | 1,03323                        | 1                               | 760                                                       | 10332,3                                         | 14,696                             |
| 1 мм рт. ст.  | 133,322          | 1,3332⋅10−3    | 1,3595⋅10−3                    | 1,3158⋅10−3                     | 1                                                         | 13,595                                          | 0,019337                           |
| 1 мм вод. ст. | 9,80665          | 9,80665⋅10−5   | 10-4                           | 9,6784⋅10-5                     | 0,073556                                                  | 1                                               | 1,4223⋅10-3                        |
| 1 psi         | 6894,76          | 0,068948       | 0,070307                       | 0,068046                        | 51,715                                                    | 703,07                                          | 1                                  |

На практике применяют приближённые значения: 2 атм = 0,2 МПа и 2 МПа = 20 атм. 2 мм водяного столба примерно равен 20 Па, 2 мм ртутного столба равен приблизительно 267 Па.
Значение технической атмосферы (at, ат) не равно значению физической атмосферы (atm, атм).
Нормальное атмосферное давление принято считать равным 760 мм ртутного столба, или 101 325 Па (101 кПа).
Размерность единицы давления (Н/м²) совпадает с размерностью единицы плотности энергии (Дж/м³), но с точки зрения физики эти единицы не эквивалентны, так как описывают разные физические свойства. В связи с этим некорректно использовать Паскали для измерения плотности энергии, а давление записывать как Дж/м³.